# Liste des administrateurs et gouverneurs du Sud-Ouest africain
Liste des administrateurs et gouverneurs du Sud-Ouest africain (actuelle Namibie):

## Période allemande
- Reichskommissare (commissaires) : 
  - Gustav Nachtigal du 7 octobre 1884 à mai 1885
  - Heinrich Göring de mai 1885 à août 1890
  - Louis Nels (interim) d'août 1890 à mars 1891
  - Curt von François de mars 1891 à novembre 1893

- Landeshauptmänner (administrateurs) : 
  - Curt von François de novembre 1893 au 15 mars 1894
  - Theodor Leutwein du 15 mars 1894 au 18 avril 1898

- Gouverneurs :
  - Theodor Leutwein du 18 avril 1898 au 19 août 1905
  - Lothar von Trotha (interim) du 19 août 1905 à novembre 1905
  - Friedrich von Lindequist de novembre 1905 au 20 mai 1907
  - Bruno von Schuckmann du 20 mai 1907 au 20 juin 1910
  - Theodor Seitz du 28 août 1910 au 9 juillet 1915

## Occupation militaire sud-africaine
- Gouverneurs militaires :
  - Louis Botha du 9 juillet 1915 au 11 juillet 1915
  - Percival Scott Beves du 11 juillet 1915 au 30 octobre 1915
- Administrateur:
  - Edmond Gorges du 31 octobre 1915 au 1er octobre 1920

## Mandat sud-africain (1920-1968)
- Administrateurs : 
  - Gysbert Hofmeyr du 1er octobre 1920 au 1er avril 1926
  - Albertus Werth du 1er avril 1926 au 1er avril 1933
  - David Conradie du 1er avril 1933 au 1er avril 1943
  - Petrus Hoogenhout du 1er avril 1943 au 6 décembre 1951
  - Albertus Johannes Roux van Rhijn du 6 décembre 1951 au 1er décembre 1953
  - Daniel Thomas du Plessis Viljoen du 6 décembre 1953 au 1er décembre 1963
  - Wentzel Christoffel du Plessis du 1er décembre 1963 au 1er novembre 1968

## Occupation sud-africaine (1968-1990)
- Administrateurs :
  - Johannes Gert van der Wath du 1er novembre 1968 au 1er novembre 1971
  - Barend van der Walt du 1er novembre 1971 au 1er septembre 1977
- Administrateurs-général :
  - Martinus Steyn du 1er septembre 1977 au 7 août 1979
  - Gerrit Viljoen  du 7 août 1979 au 4 septembre 1980
  - Danie Hough du 4 septembre 1980 au 1er février 1983
  - Willie van Niekerk du 1er février 1983 au 1er juillet 1985
  - Louis Pienaar du 1er juillet 1985 au 21 mars 1990